# Menéndez Pelayo (metropolitana di Madrid)
Menéndez Pelayo è una stazione della linea 1 della Metropolitana di Madrid.
Si trova sotto l'Avenida Ciudad de Barcelona nei pressi dell'intersezione con la avenida de Menéndez Pelayo, nel distretto Retiro.
È intitolata allo scrittore spagnolo Marcelino Menéndez Pelayo.

## Storia
La stazione è stata aperta al pubblico l'8 maggio 1923 insieme al tratto della linea 1 tra le stazioni di Estación del Arte e Puente de Vallecas.
Ha subito una ristrutturazione negli anni sessanta per ampliare le pensiline e, recentemente, per rinnovare le volte e le pareti.

## Accessi
Ingresso Menéndez Pelayo
- Menéndez Pelayo, dispari Avenida Menéndez Pelayo, 137
- Menéndez Pelayo, pari Avenida Menéndez Pelayo, 44

Ingresso Gutenberg aperto dalle 6:00 alle 21:40
- Gutenberg Calle de Gutenberg, 4